# Брент Кориган
Шон Пол Локхарт (на английски: Sean Paul Lockhart) е модел, актьор и гей порнографски актьор, известен най-вече под сценичното си име Брент Кориган или псевдонима си Фокс Райдър. Най-известните му роли са участието му в Schoolboy Crush заедно с Брент Евърет и това във Velvet Mafia с Ерик Роудс. Брент печели шест Gay VN Awards награди, включително тази за най-добра пасивна роля, Best Bottom, две години подред.
Брент започва кариерата си като порно модел през 2004 за „Кобра Видео“ с филма Every Poolboy's Dream (в превод:Мечтата на всеки чистач на басейни) като млад туинк модел. Той бързо набира популярност и става един от най-известните модели на Кобра особено заради филмите си, в които практикува незащитен секс. Кариерата на Кориган включва разнообразни сексуални действия като анилингус, поглъщане на сперма и първото двойно анално проникване в историята на „Кобра Видео“, извършено от Брент Евърет и Чейс Маккензи.
През септември 2005 Брент публично заявява, че е снимал първите си филми с фалшиви документи и всъщност е бил непълнолетен. Твърдението поражда многобройни спорове, които водят до изтеглянето на много от филмите му от пазара и канали, които ги разпространяват, заради страх от обвинения в педопорнография. Освен това то е причината за продължителния съдебен диспут между актьора и компанията, както и дебати между фенове.
И Кориган, и „Кобра Видео“ имат основани отделни уеб сайтове, в които рекламират актьора.
В последните години Брент създава напълно самостоятелна продуцентска компания, занимавайки се през свободното си време с писане.

## Детство и юношески години
Кориган е роден в Луистън, Айдахо и отгледан в Сиатъл от пастрока си. През 2003 се мести да живее в Сан Диего с майка си.
| „ | В началото, когато се преместих, най-голямото ми оправдание беше, че сериозно се интересувам от кино. Исках да режисирам и се интересувах доста от артистичната страна именно на това. Смятах, че ако ще го правя някъде, то Южна Калифорния е мястото. Това ме привличаше, затова реших, че ще дойда тук, ще довърша двете си години в гимназията, ще получа постоянно жилище и ще отида в Калифорнийския университет в Лос Анджелис или нещо от подобен ранг. | “ |

Твърди, че след като пристига в Сан Диего, майка му го изоставя и той принуден да се грижи сам за себе си. На 16 среща и започва връзка с възрастен мъж, който го въвежда в „нездравословна социална обстановка“.
| „ | [Гаджето ми] ме въведе в начин на живот, който не е много подходящ за шестнадесет годишно момче. Упражняваше възможно най-лошото влияние върху мен. Но аз си мислех, че това правят гейовете. Не знаех, че по-голямата част от гей обществото не взима наркотици и не се държи така злобно помежду си; че има и друга страна на гей обществото, където хората всъщност се грижат един за друг. | “ |

Споменава, че никога не е срещал биологичния си баща.

## Непълнолетни участия във филми
Брент твърди, че малко преди седемнадесетия му рожден ден по-възрастният му приятел (споменат по-горе) показва изображение на Брент, докато той спи гол, на продуцента на „Кобра Видео“ чрез уеб камера. Освен това признава, че се е съгласил да се сдобие с фалшива лична карта, за да се снима за компанията.
В интервю той казва, че на 16 е мислел, че „знае всичко“ и е вярвал на уверенията на приятеля си, че фалшиви лични документи се използват от непълнолетни порно актьори през цялото време.
През 2004 Кориган се снима за „Кобра“ в две сесии, които включват основно анален секс без предпазни средства, освен в кадрите с Брент Евърет, в които е използван презерватив за сцените с Кориган е в пасивната роля. Кадрите от двете сесии са разпределени в общо четири видеа и постигат огромен успех, ставайки едни от най-популярните такива на „Кобра“.
Известно е, че по време именно на тези снимки Брент развива връзка със собственика на „Кобра Видео“, Браян Коцис, и че тази връзка става сексуална. Брент твърди, че се е боял, че бизнес отношенията между двамата ще приключат, ако той не поддържа сексуалната им част.

## Последствия от разкритията

### Твърденията на Кориган
През 2005 адвокатът на Брент обявява публично, че той е бил непълнолетен по време на заснемането на известен брой сцени за „Кобра Видео“. В статия на AVN.com по-късно същата година Кориган заявява, че е използвал фалшива лична карта, за да навлезе в порнографската индустрия на 17.
В интервю за GayWebMonkey от юли/август 2006 Брент казва, че няколко пъти се е опитал да каже на продуцента на „Кобра“, че е непълнолетен, но той не е пожелал да чуе или е предпочитал информацията да не става публично достояние. Думите му са: "[Продуцентът на „Кобра“] силно намекна, че ако съм непълнолетен сега или по време на снимките, аз ще съм този, който ще има проблеми, не той." По-нататък Брент споменава, че след публичните разкрития получава имейл от същия продуцент, в който той го уведомява, че "ще се справи с предателите подобаващо" и да очаква съдебни дела, унижение и финансов погром.

### Отзвук
Две частни, неправителствени организации, Асоциацията на уебсайтове, подкрепящи защитата на детето (Association of Sites Advocating Child Protection — A.S.A.C.P) и Коалиция за свобода на словото (Free Speech Coalition — FSC) правят медийно изявление през септември 2005, в което повтарят и затвърждават твърденията на Кориган. В изявлението организациите настояват клиповете, включващи сцените, в които той все още е непълнолетен, да бъдат свалени от излъчване и показване докато въпросът не се реши, заради възможността тези видеота да бъдат сметнати за детска порнография.
На 13 септември 2005 официалният дистрибутор на „Кобра“, Pacific Sun Entertainment, изтегля доброволно четирите клипове, включващи въпросните сцени с Кориган. Въпреки че не са повдигнати никакви съдебни обвинения, след 2007 конкретните заглавия не могат да бъдат намерени по основните канали.

### Отзивите на Cobra Video
Статия на Adult Video News цитира „Кобра Видео“ в твърденията им, че не са били наясно, че Кориган е непълнолентен, и имат „цветни копия на документи за самоличност, който г-н Локхарт е предоставил, всичките посочващи за дата на раждане 1985.“ Цитатът продължава с думите, че „всеки иск за официален акт за раждане на г-н Локхарт от адвокатът му е бил отказан.“

### Съдебни дела
След изтеглянето на клиповете, в които Брент е непълнолетен, „Кобра Видео“ съди Брент и бизнес партньорите му във федерален съд в Сан Диего, Калифорния за нарушаване на договори, незаконно ползване на търговска марка, кибер-настаняване и други. Делото има за цел да извлече обезщетения от милион долара и да предотврати бъдещо използване на псевдонима „Брент Кориган“, защото се твърди, че то е запазена търговска марка. Коцис и Кориган достигат споразумение и последното изслушване на случая е насрочено за 21 февруари 2007.

## Смъртта на Браян Коцис
Браян Коцис, собственик на „Кобра Видео“, за която Брент се снима непълнолетен, е намерен с прерязано гърло и 28 прободни рани на 24 януари 2007. Убийците са запалили апартамента му, за да скрият убийството. Кориган е един от няколкото разпитани по случая. Адвокатът му, Джон Йейтс, казва, че Брент става част от разследването и сътрудничи на властите с каквото може. Йейтс по-късно твърди, че Брент има информация за мъж, който се е срещнал с Коцис в деня на убийството, но все още търсят адвокат по наказателно право преди да се обърнат към полицията. На 15 май 2007 полицията арестува две проститутки и конкурентни на „Кобра“
гей продуценти от Вирджиния Бийч, Харлоу Куадра и Джоузеф Керекъс, по обвинения за убийството на Коцис. Теорията на следователите е, че двамата са убили Коцис, за да работи Кориган за тях. Разследването обаче показва, че самият Кориган е нямал представа, че двамата мъже ще убият Коцис.
На 8 декември 2008 Керекъс се признава за виновен за смъртта на Браян Коцис и по този начин избягва смъртното наказание в замяна на доживотна присъда без право на помилване.
Делото на Куадра започва на 24 февруари 2008. На 27 февруари Шон Локхарт свиделства на страната на обвинението.
На 12 март 2009 Харлоу Куадра е обявен за виновен за предумишлено убийство на Браян Коцис. На 16 март той е осъден на доживотен затвор, а на 7 април обжалва присъдата си.

## Настояще

### Сайтове със съдържание за възрастни
Един от първите уеб сайтове, които Брент поддържа самостоятелно, е BrentCorriganOnline.com. Той създава собствена компания за порнографски продукции и твърди, че това го прави най-младият продуцент на порнографски материали в света. На 9 октомври 2006 е обявено създаването на самостоятелна, платена секция на сайта. В публикацията, в която обявява новата част на уебсайта, уебмастърът на BrentCorriganOnline.com, Джими Морисън, е посочен като бизнес партньор на Брент.
През юли 2007 Брент учредява нов личен блог и уебсайт, BrentCorriganINC.com, създаден заради проблеми с предишния. Не крие възгледите си по отношение новия и стария сайт:
| „ | Ето, ще научите всичко. Само имайте предвид, че няма абсолютно никаква причина да продължавате с редовните си посещения на BrantCorriganOnline.com повече. Измивам си ръцете от този мръсен провал и ви умолявам да направите същото. Искам да докажа на крадците, че BrentCorriganOnline.com е нищо без Брент Кориган. Искам да видя как трафика на уебсайта изпада в дълбините на ада и никога не се връща. Мога да го постигна с ваша помощ. | “ |

Най-новият и текущ уебсайт на Кориган е TheNewBrentCorrigan.com. На 7-8 ноември 2009 чрез официалния си Twitter акаунт той казва:
| „ | Вече не съм част от Brent Corrigan Inc. Сега правя свое собствено нещо...Да, това е третия уебсайт, в чието развиване участвам. Голямата разлика е, че този е САМО МОЙ — без никакви бизнес партньори. | “ |

### Филми
През 2006 Брент участва в The Velvet Mafia („Кадифената Мафия“) на Фалкън Студиос като „Фокс Райдър“ (Fox Ryder).
Той има роли и в доста непорнографски филми. Участва като Скипи в късометражния филм Tell Me, като себе си в рок мюзикъла Didn't This Use To be Fun? и като Прес в късометражния In The Closet. През 2008 се появява като Стан Русалката в Another Gay Sequel: Gays Gone Wild, а по-късно и като един от хората на телефонния стълб в Milk, основан на живота на Харви Милк. Участия има и във филмите от 2011 Sister Mary, Judas Kiss и Chillerama.

## Филмография
| Непорнографски | Непорнографски                      | Непорнографски            | Непорнографски                  | Непорнографски   |
| Година         | Филм                                | Роля                      | Забележка                       | Бюджет           |
| -------------- | ----------------------------------- | ------------------------- | ------------------------------- | ---------------- |
| 2007           | Didn't This Used to Be Fun?         | Шон Локхарт               | кратък мюзикъл                  | Няма данни       |
| 2008           | Another Gay Sequel: Gays Gone Wild! | Стан Русалката            | Главна роля                     | $500 000         |
| 2008           | In the Closet                       | Прес                      | късометражен филм               | $3000            |
| 2008           | Milk                                | Човек на телефонния стълб | Малка роля                      | $20 000 000      |
| 2008           | Tell Me                             | Скипи                     | Късометражен филм               | $10 000          |
| 2009           | The Big Gay Musical                 | Проститутка               | Малка роля                      | Няма данни       |
| 2011           | Sister Mary                         | Момчето на олтара         | Малка роля                      | Необявен         |
| 2011           | Chillerama                          | Рики                      | част „I Was a Teenage Werebear“ | Все още необявен |
| 2011           | Judas Kiss                          | Крис Уаковски             | Малка роля                      | $500 000         |
| Порнографски   |                                     |                           |                                 |                  |
| Година         | Име                                 | Студио                    | Роля                            | Забележка        |
| 2004           | Every Poolboy's Dream               | Cobra Video               |                                 |                  |
| 2004           | Schoolboy Crush                     | Cobra Video               |                                 |                  |
| 2004           | Bareboned Twinks                    | Cobra Video               |                                 |                  |
| 2005           | Casting Couch 4                     | Cobra Video               |                                 |                  |
| 2005           | Cream BBoys                         | Cobra Video               |                                 |                  |
| 2005           | Naughty Boy's Toys                  | Cobra Video               |                                 |                  |
| 2006           | Fuck Me Raw                         | Cobra Video               |                                 |                  |
| 2006           | Take It Like a Bitch Boy            | Cobra Video               |                                 |                  |
| 2006           | The Velvet Mafia: Part 1            | Falcon Studios            |                                 | като Фокс Райдър |
| 2006           | Velvet Mafia 2                      | Falcon Studios            |                                 | като Фокс Райдър |
| 2007           | Soccer Boys                         | BrentCorriganOnline       |                                 |                  |
| 2008           | The Porne Ultimatum                 | Pink Bird Media           | Студент по медицина             |                  |
| 2008           | Brent Corrigan's Summit             | Pink Bird Media           |                                 |                  |
| 2008           | Drafted 3                           | Active Duty               |                                 |                  |
| 2008           | Just the Sex                        | Pink Bird Media           |                                 |                  |
| 2009           | Just the Sex 2                      | Pink Bird Media           |                                 |                  |
| 2009           | The Porne Identity                  | Pink Bird Media           | Студент по медицина             |                  |
| 2009           | Brent Corrigan's Big Easy           | Pink Bird Media           |                                 |                  |
| 2010           | Brent Corrigan's Working Hard       | Pink Bird Media           |                                 |                  |
| 2010           | Getting Levi's Johnson              | Jet Set Men               | Модел на бельо                  |                  |
| 2010           | Brent Corrigan's Heat               | Pink Bird Media           |                                 |                  |

## Награди
| Година          | Категория                               | Споделена със                         | За филма                        | Резултат                     |
| --------------- | --------------------------------------- | ------------------------------------- | ------------------------------- | ---------------------------- |
| Награди GayVN   |                                         |                                       |                                 |                              |
| 2009            | Най-добра пасивна роля                  | -                                     | -                               | Спечелил                     |
| 2009            | Най-добър професионален-аматьорски филм | -                                     | Summit (2008)                   | Спечелил                     |
| 2009            | Най-добър туинк филм                    | -                                     | Just the Sex 1 & 2 (2008)       | Спечелил                     |
| 2009            | Изпълнител на годината                  | -                                     | -                               | Номиниран                    |
| 2009            | Най-добър актьор                        | -                                     | Just the Sex (2008)             | Номиниран                    |
| 2009            | Най-добра дуо секс сцена                | Кейдън Сейлър                         | The Porne Ultimatum (2008)      | Номиниран                    |
| 2009            | Най-добра орална сцена                  | Кърт Уайлд                            | Just the Sex (2008)             | Номиниран                    |
| 2009            | Най-добра групова сцена                 | Адам Уелс/Рийс Рейнолдс/Джейкъб Пауъл | Summit (2008)                   | Номиниран                    |
| 2009            | Най-добра дуо секс сцена                | Люк Хаас                              | Just the Sex (2008)             | Номиниран                    |
| 2010            | Най-добра пасивна роля                  | -                                     | -                               | Спечелил                     |
| 2010            | Уеб изпълнител на годината              | -                                     | -                               | Спечелил                     |
| 2010            | Най-добър професионален-аматьорски филм | -                                     | Big Easy (2010)                 | Спечелил                     |
| 2010            | Най-добра секс комедия                  | -                                     | Getting Levi's Johnson (2010)   | Номиниран                    |
| 2010            | Най-добър сайт на порно звезда          | -                                     | -                               | Номиниран                    |
| Наградите Граби |                                         |                                       |                                 |                              |
| 2007            | Най-добра тройка                        | Чад Хънт/Роман Харт                   | The Velvet Mafia: Part 1 (2006) | Номиниран (като Фокс Райдър) |
| 2009            | Най-добро туинк видео                   | -                                     | Summit (2008)                   | Номиниран                    |
| 2009            | Най-добра странична роля                | -                                     | The Porne Ultimatum (2008)      | Номиниран                    |
| 2009            | Най-добър изпълнител                    | -                                     | -                               | Номиниран                    |
| 2009            | Най-добър блог на порно звезда          | -                                     | -                               | Номиниран                    |
| 2009            | Най-добър уебсайт на порно звезда       | -                                     | -                               | Номиниран                    |
| 2010            | Най-добър актьор                        | -                                     | -                               | Номиниран                    |
| 2010            | Най-добър туинк модел                   | -                                     | Working Hard (2010)             | Номиниран                    |
| 2010            | Най-добра комедия                       | -                                     | Working Hard (2010)             | Номиниран                    |
| 2010            | Най-гореща пасивна роля                 | -                                     | -                               | Номиниран                    |
| 2010            | Най-добър блог на порно звезда          | -                                     | -                               | Номиниран                    |
| 2010            | Най-добър уебсайт на порно звезда       | -                                     | -                               | Номиниран                    |

|  | Тази страница частично или изцяло представлява превод на страницата Brent Corrigan в Уикипедия на английски. Оригиналният текст, както и този превод, са защитени от Лиценза „Криейтив Комънс – Признание – Споделяне на споделеното“, а за съдържание, създадено преди юни 2009 година – от Лиценза за свободна документация на ГНУ. Прегледайте историята на редакциите на оригиналната страница, както и на преводната страница, за да видите списъка на съавторите. ВАЖНО: Този шаблон се отнася единствено до авторските права върху съдържанието на статията. Добавянето му не отменя изискването да се посочват конкретни източници на твърденията, които да бъдат благонадеждни. |